# مارسلو تورکواتو دی آلویر
مارسلو تورکواتو دی آلویر (انگلیسی: Marcelo Torcuato de Alvear؛ زاده ۴ اکتبر ۱۸۶۸ – درگذشته ۲۳ آوریل ۱۹۴۲) وکیل، سیاستمدار، و تیرانداز اهل آرژانتین بود. وی از ۱۲ اکتبر ۱۹۲۲ تا ۱۲ اکتبر ۱۹۲۸ رئیس‌جمهور این کشور بود.
مارسلو تورکواتو دی آلویر در ۲۳ آوریل ۱۹۴۲، در سن ۷۳ سالگی بر اثر سکته قلبی درگذشت.